# Галузин, Валентин Владимирович
Валенти́н Влади́мирович Галу́зин (17 июня 1942, Сеглино ― 16 августа 2004, Санкт-Петербург) ― российский и советский тубист и музыкальный педагог. Солист ЗКР академического симфонического оркестра Ленинградской филармонии, профессор Санкт-Петербургской консерватории.

## Биография
Родился 17 июня 1942 года в Калининской области Бологовского района село Сеглино. Во время войны находился в эвакуации. В 1947 году пошёл в школу. В 1953 году семья переехала в Ленинград и в этом же году поступил в музыкальную школу-интернат № 38, которую окончил в 1960 году. С 1960 по 1961 год был воспитанником (тубистом) в оркестре штаба Ленинградского военного округа, где с 1961 по 1964 год проходил срочную службу в Советской армии. Мать Галузина Серафима Григорьевна (1917 г.р.) работала в НИИ РЭ (радиоэлектроники), отец Галузин Владимир Иванович (1910 г.р.) работал на Опытном заводе НИИ РЭ, брат Галузин Юрий Владимирович (1950 г.р.) работал в НИИ РЭ.
В 1964 году поступил в Ленинградскую консерваторию, а 1969 году окончил её в классе профессора Николая Сергеевича Коршунова. Ректор консерватории Павел Алексеевич Серебряков так написал в его характеристике дипломанта (архив Санкт-Петербургской консерватории): «..Может быть рекомендован солистом-тубистом симфонического или оперного оркестров самой высокой квалификации и педагогом музыкального училища». По распределению был направлен в симфонический оркестр Оперной студии Ленинградской консерватории.

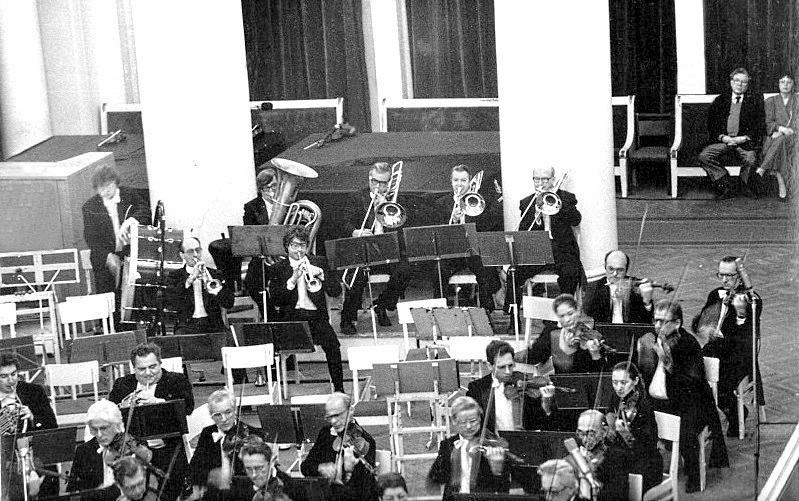
1989, концерт ЗКР АСО Ленинградской филармонии, тубист В.Галузин, тромбонисты, А.Евтушенко, Б.Виноградов, В.Венгловский

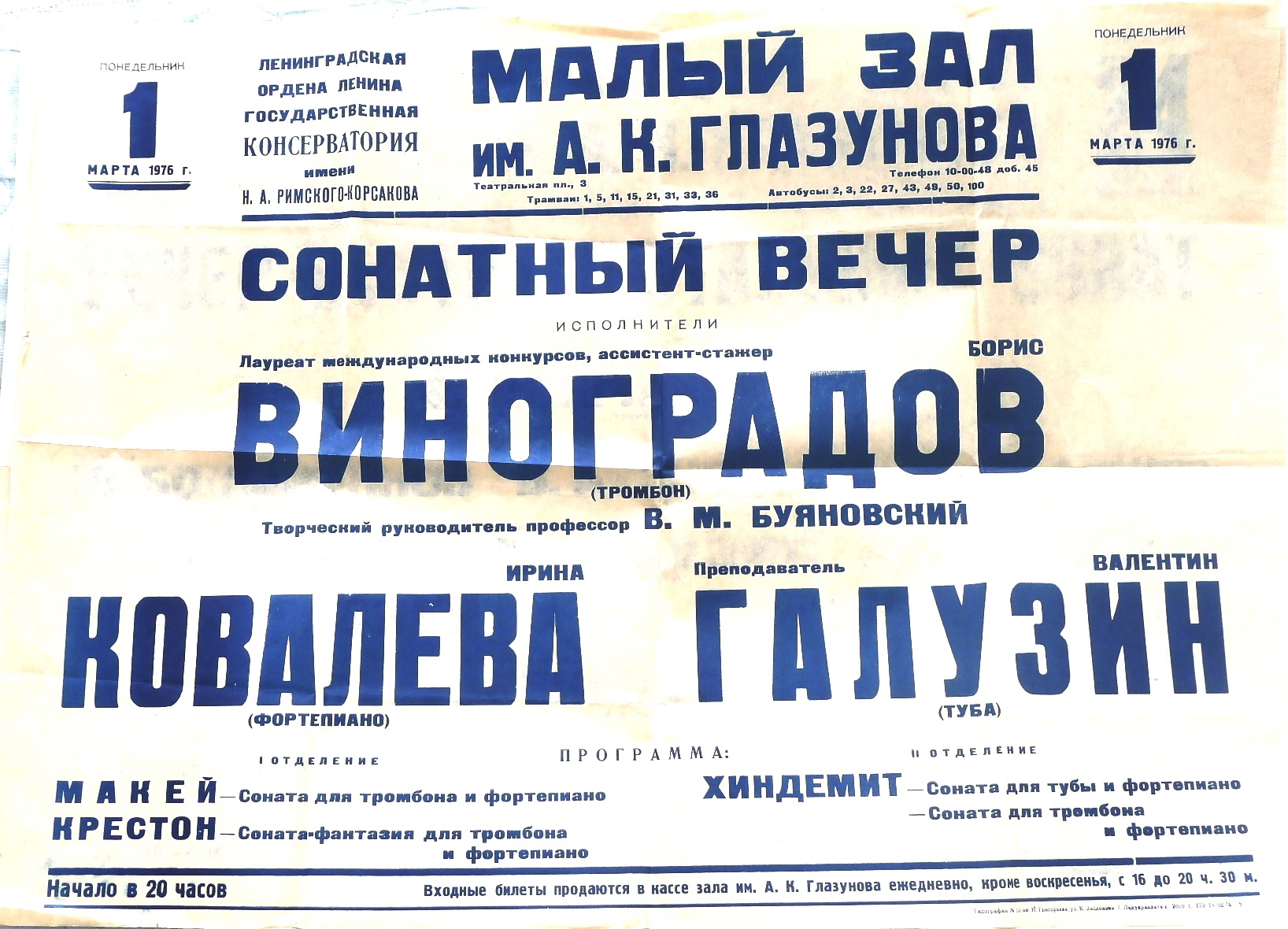
Одна из концертных афиш В.Галузина, 1976, Малый зал Ленинградской консерватории

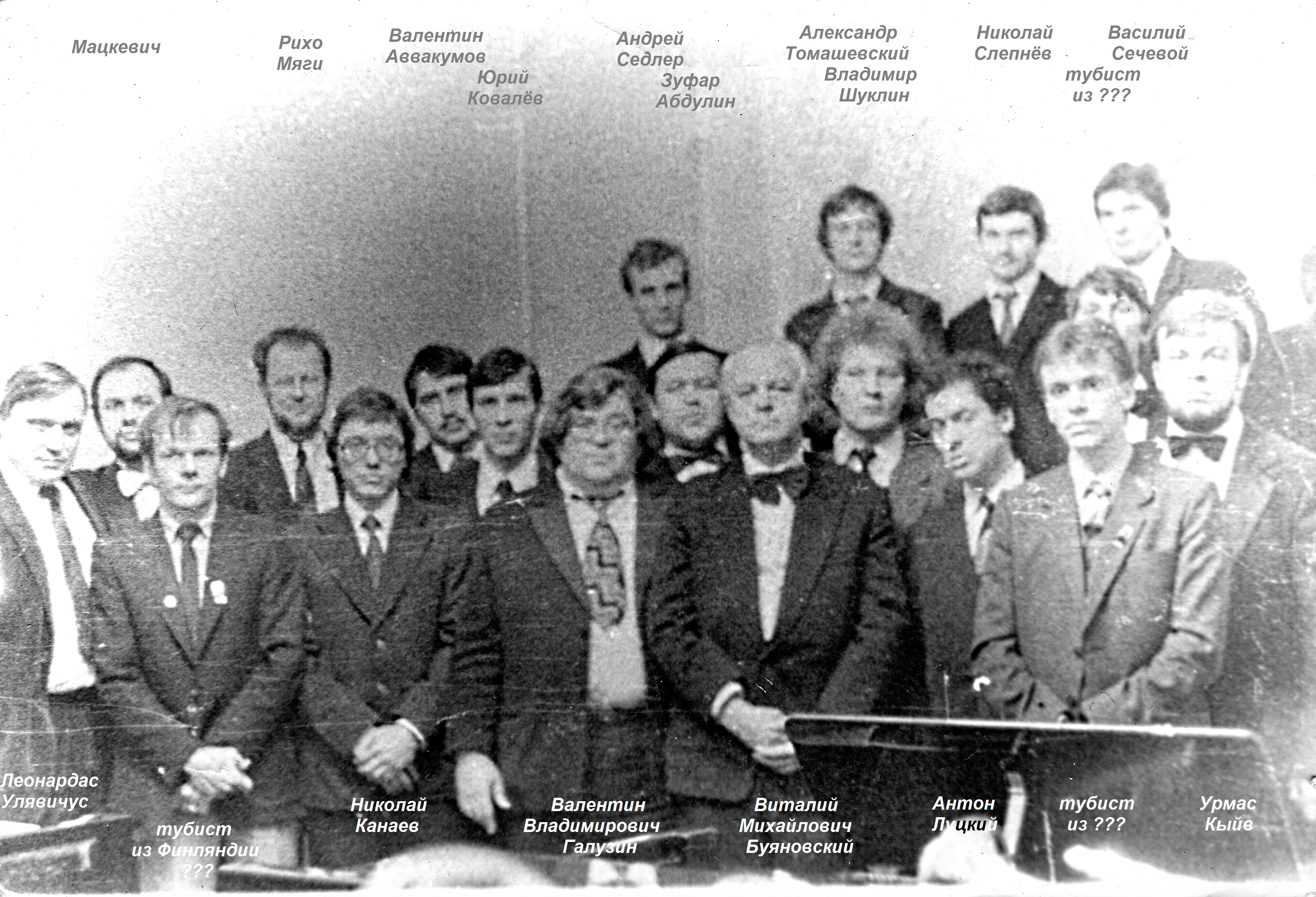
1985, В.В.Галузин и В.М.Буяновский со студентами-тубистами после концерта класса

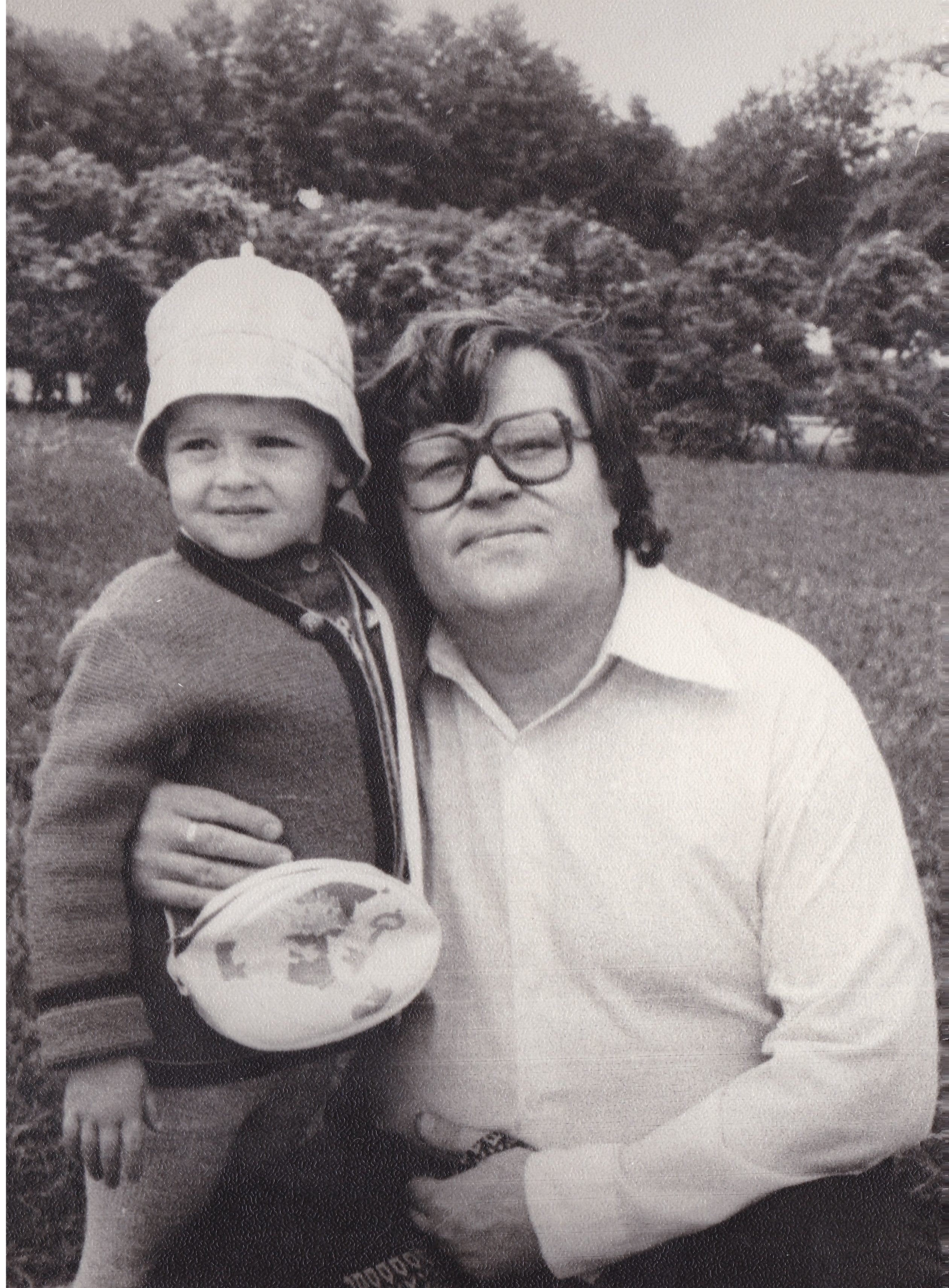
1982, Ленинград, В.Галузин с дочкой Леной

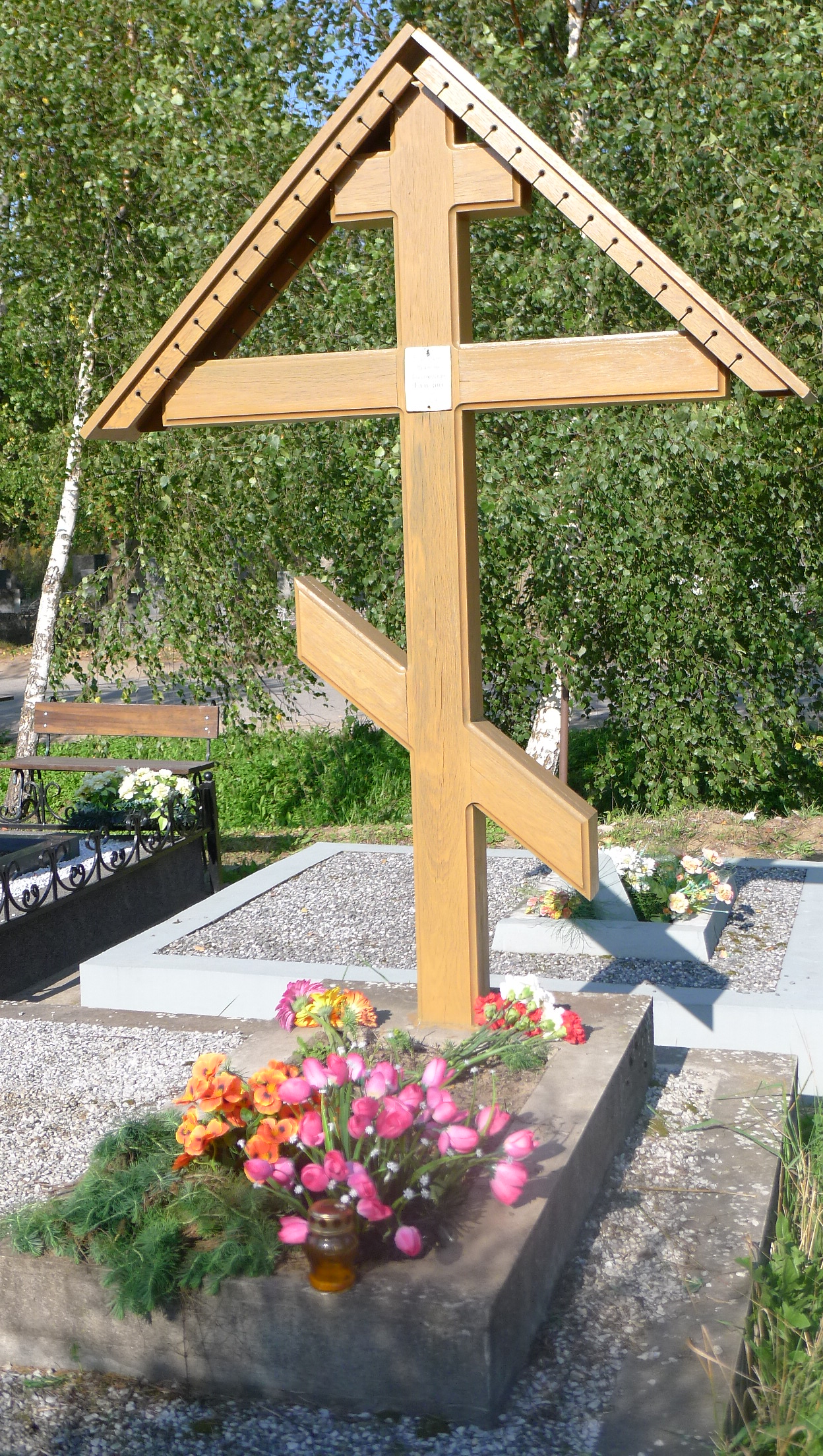
2019, СПб, Ковалёвское кладбище, могила В.Галузина

В 1969 году по конкурсу поступил в Симфонический оркестр Ленинградской филармонии, а в 1970 выиграл всесоюзный конкурс в Заслуженный коллектив академический симфонический оркестр филармонии, где сменил работавшего с 1938 по 1970 год и ушедшего на пенсию солиста-тубиста Николая Андреевича Куйванена. С 1970 по 2001 годы был солистом Заслуженного коллектива Ленинградской филармонии, принимал участие в многочисленных концертах, записях и гастролях этого оркестра.
Главный дирижёр ЗКР АСО Ленинградской филармонии Евгений Александрович Мравинский давал такую творческую характеристику В.Галузину (архив Санкт-Петербургской консерватории, письмо от 15.05.1978 года):
..Его сольные и ансамблевые выступления в сложных произведениях классической и современной музыки отличаются безупречным мастерством, завоевали высокую оценку дирижёров. Галузин В. В. успешно сочетает свою производственную работу с педагогической в Ленгосконсерватории. Более того, педагогические способности артист Галузин В. В. успешно применяет в самой группе духовых, помогая молодым музыкантам оркестра повышать свой производственный уровень..
.
Валентин Галузин работал с известнейшими дирижёрами современности: Е.Светлановым, Ю.Симоновым, Ю.Темиркановым, К.Кондрашиным, А.Янсонсом, М.Янсонсом, Г. фон Караяном и др.
Исполнительское мастерство Галузина наиболее ярко проявилось в сольных эпизодах тубы таких произведений, как Фантастическая симфония Берлиоза, Весна священная и Петрушка Стравинского, симфонии Прокофьева и Шостаковича. Как солист активно участвовал в концертной деятельности Ленинграда/Санкт-Петербурга, в том числе в составе медного квинтета им. Эвальда и других ансамблях.
С 1974 по 2004 год (до последних дней жизни) преподавал в Ленинградской (впоследствии Санкт-Петербургской) консерватории, воссоздав в ней класс тубы (впервые основал класс тубы в 1935 году В.И.Зинченко), вёл также занятия по классу камерного ансамбля. В 1978 году избран на должность доцента кафедры медных духовых инструментов, в 1999 году решением Министерства образования РФ (аттестат № 950-д от 15.12.1999) присвоено учёное звание доцент, в 2001 году избран на должность профессора кафедры медных духовых инструментов Санкт-Петербургской консерватории.
Вёл мастер-классы в консерваториях Саратова (1983), Минска (1985), Петрозаводска (1988), в городах Бразилии и США (1998). Участвовал в международных семинарах в Токио (1975) и Бирмингеме(1989). Принимал участие в качестве члена жюри во Всероссийских конкурсах, проводимых в Ленинграде и Саратове.
С 1985 года он также занимался педагогической деятельностью (вёл класс тубы) в музыкальном училище имени М. П. Мусоргского.
Подготовил и выпустил более 50 своих учеников, среди которых немало известных музыкантов — лауреатов международных, Всесоюзных и Всероссийских конкурсов, среди них: сменивший его на месте солиста-тубиста в оркестре Петербургской филармонии Валентин Аввакумов, солист-тубист симфонического оркестра Мариинского театра Заслуженный артист России Николай Слепнёв.
С 1985 года и до конца жизни работал в качестве эксперта-консультанта  по медным духовым инструментам Фабрики духовых и музыкальных инструментов Ленинграда/Санкт-Петербурга.
Умер 16 августа 2004 года. Похоронен на Ковалёвском кладбище.

### Семья
- жена — Галузина Татьяна Михайловна (1947-2022), учитель начальных классов
- сын — Сергей Валентинович Галузин (1969 г.р.), окончил Музыкальное училище им. Н. А. Римского-Корсакова в 1988 году
- дочь — Елена Валентиновна Галузина (1975 г.р.), окончила СПб консерваторию в 1998 году по классу фортепиано

## Дискография
- Чайковский «Гала в Ленинграде» RGA Victor-BMG 1991 год. RD60739 дир. Ю.Темирканов
- Чайковский Симфонии № 4, 5, 6. RGA Victor-BMG 1992 год. RD09026, RD61377 дир. Ю.Темирканов
- Сибелиус Скр. концерт (Спиваков) симф. № 2. RGA Victor-BMG 1996 год. RD61701 дир. Ю.Темирканов
- Прокофьев сюита «Поручик Киже», симф.№ 5. RGA Victor-BMG 1992 год. RD60984 дир. Ю.Темирканов
- Прокофьев Музыка к фильму «Александр Невский» RGA Victor-BMG 1994 год. 09026 61926 2. дир. Ю.Темирканов
- Шостакович Симф. № 7. RGA Victor-BMG 1996 год. 09026 63548 2. дир. Ю.Темирканов
- Рахманинов Симф. № 2, «Вокализ» RGA Victor-BMG 1994 год. 09026 61281 2. дир. Ю.Темирканов
- Рахманинов «Симфонические танцы», «Рапсодия на тему Паганини» (Н.Алексеев). RGA Victor-BMG 1995 год. 09026 63548 2. дир. Ю.Темирканов
- Малер Симф. № 6 DARPO RS 963 0186 дир. Т.Зандерлинг
- Прокофьев Симф. № 5 CHADOS 8576 1988 год. дир. М.Янсонс
- Рахманинов ф-но концерт № 3, «Рапсодия на тему Паганини» (М.Рудь). EMI CDC- 7 54880 2 1993 год. дир. М.Янсонс
- Шостакович Симф. № 11 DECCA 448 179 2 1996 год. дир. В.Ашкенази
- Шостакович Симф. № 7 DECCA 448 814 2 1997 год. дир. В.Ашкенази

## Награды
- Медаль «За трудовое отличие» (Указ Президиума Верховного Совета СССР от 20 января 1983 года)

## Аудиозаписи
- Даниэль Обер: 3 миниатюры для 3 тромбонов и тубы — Аким Козлов, Виктор Венгловский, Георгий Данилов (тромбоны), Валентин Галузин (туба) на грампластинке «Музыка для духового ансамбля», запись 1971 года, Мелодия: № 219 Архивная копия от 21 августа 2021 на Wayback Machine

## Видеофильмы
- Заслуженный артист РФ Николай СЛЕПНЁВ о своём учителе — о солисте-тубисте ЗКР, профессоре СПб консерватории Валентине ГАЛУЗИНЕ  Архивная копия от 29 декабря 2019 на Wayback Machine
- Доцент СПб консерватории Валентин АВВАКУМОВ о своём учителе — о солисте-тубисте ЗКР, профессоре СПб консерватории Валентине ГАЛУЗИНЕ  Архивная копия от 29 декабря 2019 на Wayback Machine
- Профессор, Заслуженный артист РФ Кирилл СОКОЛОВ о солисте-тубисте ЗКР, профессоре СПб консерватории Валентине ГАЛУЗИНЕ  Архивная копия от 29 декабря 2019 на Wayback Machine
- Профессор МАЛОВ О. Ю. о солисте-тубисте ЗКР, профессоре СПб консерватории Валентине ГАЛУЗИНЕ  Архивная копия от 29 декабря 2019 на Wayback Machine
- Заслуженный артист РФ Александр ШИЛО о солисте-тубисте ЗКР, профессоре СПб консерватории Валентине ГАЛУЗИНЕ  Архивная копия от 29 декабря 2019 на Wayback Machine
- Заслуженный артист РФ Лев КЛЫЧКОВ о солисте-тубисте ЗКР, профессоре СПб консерватории Валентине ГАЛУЗИНЕ  Архивная копия от 29 декабря 2019 на Wayback Machine
- Доцент СПб консерватории Борис ТАБУРЕТКИН о солисте-тубисте ЗКР, профессоре СПб консерватории Валентине ГАЛУЗИНЕ  Архивная копия от 29 декабря 2019 на Wayback Machine
- Профессор, Заслуженная артистка РСФСР А. М.ВАВИЛИНА-МРАВИНСКАЯ о солисте-тубисте ЗКР, профессоре СПб консерватории Валентине ГАЛУЗИНЕ  Архивная копия от 29 декабря 2019 на Wayback Machine
- Лауреат Всероссийского конкурса Михаил ОРЛОВ о своём учителе — о солисте-тубисте ЗКР, профессоре СПб консерватории Валентине ГАЛУЗИНЕ  Архивная копия от 29 декабря 2019 на Wayback Machine
- Дипломант международных конкурсов Нина АВВАКУМОВА о солисте-тубисте ЗКР, профессоре СПб консерватории Валентине ГАЛУЗИНЕ  Архивная копия от 29 декабря 2019 на Wayback Machine
- Лауреат Всероссийского конкурса Александр ШТАДЕЛЬ о своём учителе — о солисте-тубисте ЗКР, профессоре СПб консерватории Валентине ГАЛУЗИНЕ  Архивная копия от 29 декабря 2019 на Wayback Machine
- Лауреат Всероссийского конкурса Николай ШЕФФ о своём учителе — о солисте-тубисте ЗКР, профессоре СПб консерватории Валентине ГАЛУЗИНЕ  Архивная копия от 29 декабря 2019 на Wayback Machine
- Преподаватель муз. училища им. М. П. Мусоргского Кирилл ЛОБИКОВ о солисте-тубисте ЗКР, профессоре СПб консерватории Валентине ГАЛУЗИНЕ  Архивная копия от 29 декабря 2019 на Wayback Machine